# Ilonka Kabos
Ilonka Kabos   (Budapest, 7 de desembre de 1893 - Londres, 27 de maig de 1973) fou una pianista hongaresa.

## Biografia
Era filla del periodista Ede Kabos, un dels principals seguidors d'Endre Ady. La seva mare era Janka Fisch.
A l'Acadèmia de Música de Budapest, va ser alumne d'Árpád Szendy (alumne de Liszt), Leó Weiner i Zoltán Kodály. El 18 d'agost de 1915 es va casar amb el pianista Béla Gábor Zsigmondy a Budapest. Es van divorciar el 1925.
A partir de la dècada de 1920 va actuar tant a Hongria com a l'estranger, amb un èxit considerable. Va ensenyar a l'Acadèmia de Música entre 1931-1936. El 1938 es va establir a Londres. El 1956 va ser membre del jurat del Liszt i el 1961 del concurs de piano Liszt-Bartók de Budapest.

La dedicatòria del poema d'Endre Ady "Mans de flors de Fehér lyány" diu el següent: A Ilonka Kabos, la meva estimada germana petita. Part de les cartes d'Ady van ser conservades per Ilonka Kabos, que després les va donar a la Biblioteca de Manuscrits de l'Acadèmia Hongaresa de Ciències.
| « | "Deixa que les teves mans de flors ho decoren Va triar la seva ànima per a tu I la música feliç del teu jardí Sigues l'enveja del cel i de la terra... | » |

– Endre Ady: Salutació de casament des de lluny
A més, György Mikes, un periodista que viu a Londres, va cantar Sztálin-tango. la seva paròdia de bravura gravada per BBC Radio.
El segon marit d'Ilonka Kabos va ser el pianista Lajos Kentner.

## Homenatges
- Els invents, op. 2, són un conjunt de peces per a piano d'André Tchaikowsky; cada invent és un retrat musical d'un amic o col·lega de Tchaikowsky, i el número 3 portava el subtítol "A Ilona Kabos".
- Serge Tcherepnin, Per a Ilona Kabos (1968), peces per a piano